# Црни лабуд (филм)
Црни лабуд (енгл. Black Swan) је амерички психолошки трилер из 2010. године са Натали Портман у главној улози. Буџет филма био је 10.000.000 долара, а постао је један од највише награђиваних филмова у 2010. години и биоскопски хит у 2011. години.

## Радња
Радња филма је смештена у свет њујоршког балета, где је свакодневно води борба за улогу и престиж. Наивној и простодушној Нини улога Белог лабуда у Лабудовом језеру много више одговара од улоге заводљивог и опасног Црног лабуда. Преображај у Црног лабуда помаже Нини да открије своју мрачну страну и води је у потпуно лудило, а гледаоцима открива њен специфичан однос са мајком.

## Улоге
| Глумац          | Улога                  |
| --------------- | ---------------------- |
| Натали Портман  | Нина (Краљица-лабуд)   |
| Мила Кунис      | Лили (Црни лабуд)      |
| Венсан Касел    | Томас Лерој (Џентлмен) |
| Винона Рајдер   | Бет (Умирући лабуд)    |
| Барбара Херши   | Ерика (Краљица)        |
| Марк Марголис   | господин Фитијан       |
| Себастијан Стен | Ендру                  |

## Приказивање
Црни лабуд је имао светску премијеру као уводни филм на 67. Венецијанском филмском фестивалу 1. септембра 2010. Добио је овације за чију дужину је Вариети рекао да га је учинила "једном од најјачих отварача у Венецији у последње време". Уметнички директор фестивала Марко Милер одабрао је Црног лабуда уместо Американца (са Џорџом Клунијем у главној улози) за уводни филм, рекавши: „[То] је само боље одговарало... Клуни је диван глумац и увек ће бити добродошао у Венецији Али било је тако једноставно.“ Црни лабуд приказан у конкуренцији и трећи је узастопни филм у режији Аронофског који је премијерно приказан на фестивалу, после Фонтане и Рвача.
Приказивање Црног лабуда у Уједињеном Краљевству померено је са 11. фебруара на 21. јануар 2011. Према Индепенденту, филм се сматрао једним од „најишчекиванијих“ филмова крајем 2010. Новине су га затим упоредиле са Балетски филм Црвене ципеле из 1948. има "кошмарну квалитету... плесачице коју је прогутала њена жеља за плесом".

## Награде
Најпопуларнији филм у 2010. имао је пет номинација за Оскара, четири за Златни глобус и 12 номинација за Награду БАФТА.
Натали Портман је за улогу у овом филму освојила:
- Оскар за најбољу главну глумицу
- Златни глобус за најбољу главну глумицу (драма)
- Награду БАФТА за најбољу главну глумицу
- Награду Удружења филмских глумаца за најбољу главну глумицу
- Награду филмске критике за најбољу главну глумицу

Мила Кунис је за улогу у овом филму добила награду Марчело Мастројани за најбољу младу глумицу, а била је номинована и за Златни глобус за најбољу споредну глумицу.
Важније су и номинације за:
- Оскар за најбољи филм
- Оскар за најбољег режисера
- Оскар за најбољу фотографију
- Оскар за најбољу монтажу

## У популарној култури
Симпсонови су 2011. године пародирали филм под насловом Црни и плави лабуд.